# Coacervat

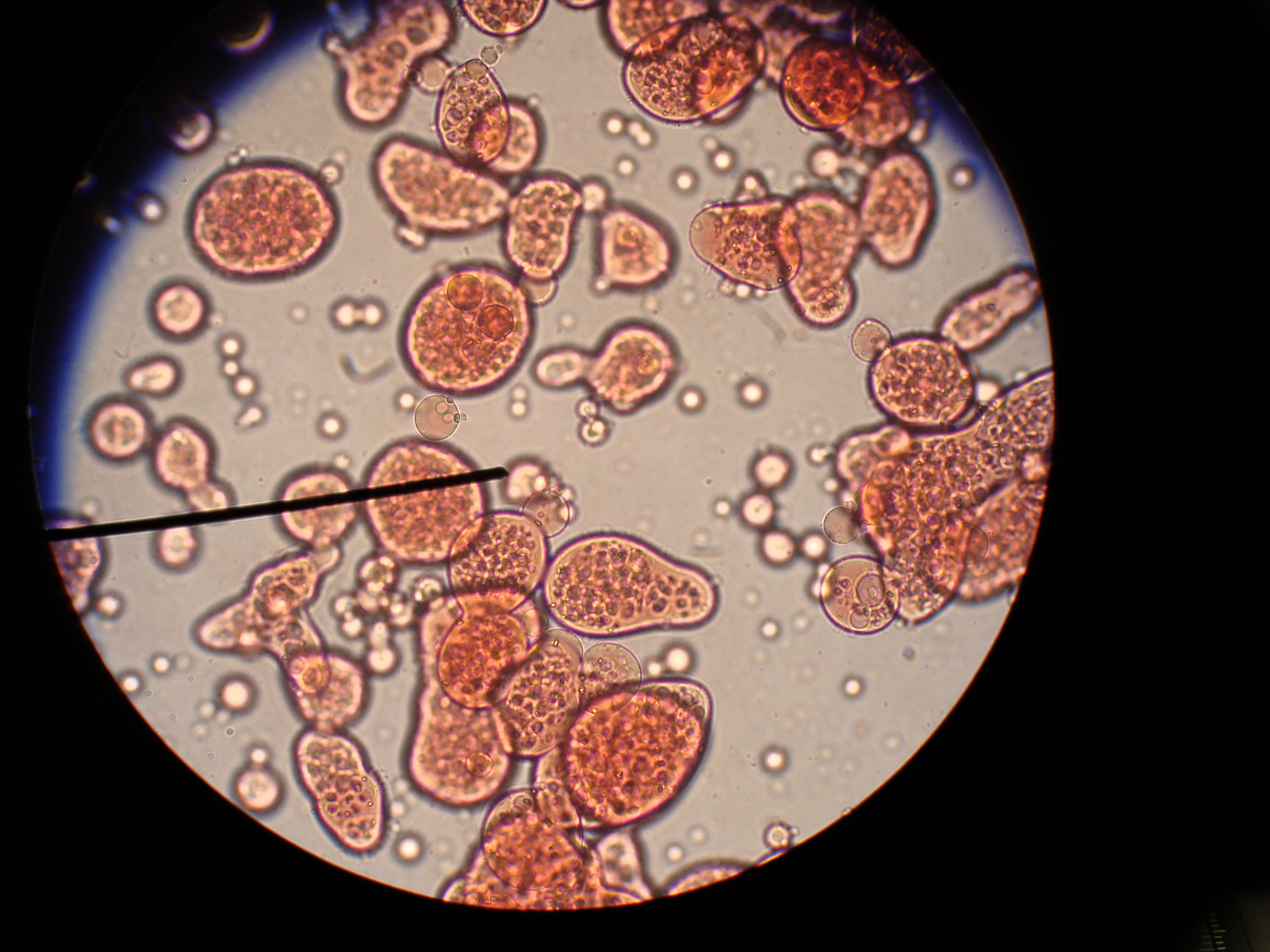
Coacervats

Un coacervat (du latin coacervare, rassembler, mettre en groupe) est une petite gouttelette sphéroïdale de particules colloïdales en suspension (typiquement, des molécules de lipides), dont la cohérence par rapport au liquide environnant est assurée par les forces hydrophobes du contenu.
Les coacervats mesurent de 1 à 100 micromètres de diamètre. Ils se forment spontanément à partir de certaines solutions diluées de composés organiques, et présentent une activité osmotique.
Pendant des décennies, l'expérience d'Alexandre Oparine a été le porte-drapeau des tenants de la théorie « métabolisme d'abord » sur l'origine de la vie. La question de l'antériorité du métabolisme ou de la réplication reste au début des années 2010 une question ouverte.

## Formation
Dans l'eau, les composés organiques ne se diluent pas nécessairement de manière uniforme, en particulier les composés hydrophobes peuvent se rassembler en couches ou en émulsions de gouttelettes.
Une gouttelette contenant un colloïde riche en composés organiques, et entourée d'une membrane de molécules amphiphiles (il ne s'agit pas encore des lipides), forme par définition un coacervat.
De très nombreuses solutions peuvent former des coacervats. Par exemple, des coacervats se forment spontanément quand une protéine comme de la gélatine réagit sur de la gomme arabique.
Leur intérêt résulte à la fois de ce que leur frontière permet une absorption sélective de molécules organiques simples se trouvant dans la solution extérieure, et de l'environnement chimique différencié que l'intérieur forme par rapport à la solution.
Ces structures ont fait l'objet de premières études par le chimiste néerlandais H.G. Bungenberg de Jong en 1932.

## Capacité de reproduction
Les coacervats ne peuvent pas se reproduire au sens strict, la formation de nouvelles gouttelettes ne peut qu'entraîner des fragments de polymères. Cependant, dans la mesure où ils sont des modèles hautement probables de protobiontes issus de l'atmosphère primitive, et compte tenu de l'abondance de matières organiques dans la soupe primordiale, il semble possible qu'un mécanisme de réplication ait pu émerger. Le mécanisme suivant a été suggéré :
- Une molécule stable et relativement organisée est apparue dans un coacervat.
- Au bout de suffisamment de temps, le coacervat accumule suffisamment de matière organique pour constituer une molécule complémentaire, c'est-à-dire que la molécule initiale peut agir comme une sorte de moule chimique.
- La molécule dupliquée se sépare du coacervat initial, créant son propre coacervat.
- Grâce à la forte concentration de composés organiques, la molécule dupliquée recommence à attirer des composés dans son nouveau coacervat.
- Une nouvelle duplication recrée le coacervat d'origine.

Ce type de scénario est à la base des théories qui voient dans de tels coacervats une des premières étapes de l'origine de la vie, avant que l'ARN ou l'ADN n'aient pu être dupliqués par des processus à base de bases azotées.

## Histoire
Ils ont fait l'objet d'études d'Alexandre Oparine, tentant de déterminer leur rôle dans l'abiogenèse et l'origine de la vie. D'après cette théorie, l'apparition d'un métabolisme supporté par ces coacervats a précédé la réplication d'information permise par l'ARN puis l'ADN.
Oparine découvrit qu'en présence de catalyseurs, ces coacervats échangeaient des substances avec le monde extérieur, grossissaient et finissaient par se multiplier.
Pour Alexandre Oparine, la capacité d'absorption et les réactions permises par le milieu chimique interne différencié représentent une forme élémentaire de métabolisme. Pour Bernal, ces coacervats sont « ce qui se rapproche le plus de la cellule élémentaire sans introduire de substance provenant d'un organisme vivant ». Toutefois, l'absence de tout mécanisme de reproduction ne permet pas de les considérer comme réellement « vivants ».